# Le Diable à quatre

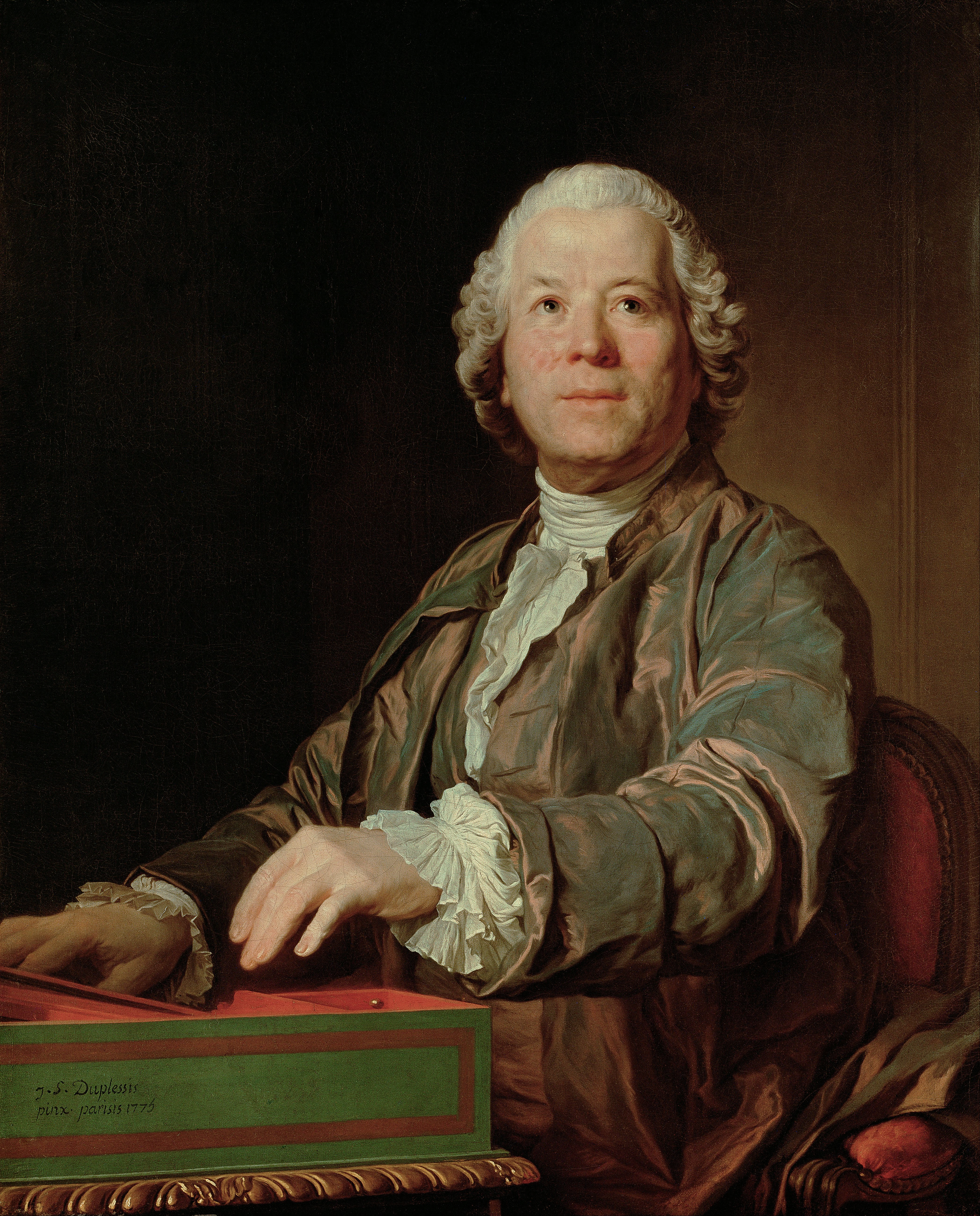
Christoph Willibald Gluck

Le Diable à quatre är en opéra comique i tre akter med musik av Christoph Willibald Gluck och libretto av Michel-Jean Sedaine och Pierre Baurans efter Claude-Pierre Patus översättning av en balladopera från 1731 av Charles Coffey med titeln The Devil to Pay, or The Wives Metamorphos’d.

## Historia
Den hade premiär i Laxenburg den 28 maj 1759 och blev en stor succé. Joseph Haydn använde en melodi från den, "Je n’aimais pas le tabac beaucoup (I didn’t like tobacco much)" i första satsen till sin åttonde symfoni.
Klaus Hortschansky har noterat att Le Diable à quatre är ett av få scenverk där Gluck varken använde sig av tidigare material eller återanvände musiken i senare verk. Bruce Brown har studerat den musikaliska autenticiteten i detalj, och har även redigerat verket för Glucks Sämtliche Werke.
(Samma libretto tonsattes även av Andre Danican Philidor och Jean-Louis Laruette och sattes upp med samma titel den 19 augusti 1756 i Paris.)

## Personer
| Roller                              | Stämma  | Premiärbesättning (Dirigent:) |
| ----------------------------------- | ------- | ----------------------------- |
| Markisen                            | sopran  |                               |
| Markisinnan                         | tenor   |                               |
| Margot                              | soprano |                               |
| Jacques, en skomakare, Margots make | baryton |                               |
| En astrolog                         | tenor   |                               |

## Handling
Handlingen rör sig kring en ond markisinna. En astrolog, som hon hade vägrat ge skydd på sitt slott, förvandlar henne till en skomakarhustru och förvandlar skomakarens goda hustru till markisinnan. Efter att markisinnan har lärt sig sin läxa får alla tillbaka sina rätta roller.